# Сан Кристофоро
Сан Кристо̀форо (на италиански: San Cristoforo; на пиемонтски: San Cristòfi, Сан Кристофи, на местен диалект: San Cristòffa, Сан Кристофа) е село и община в Северна Италия, провинция Алесандрия, регион Пиемонт. Разположено е на 301 m надморска височина. Населението на общината е 604 души (към 2010 г.).